# Cervantesinstituut

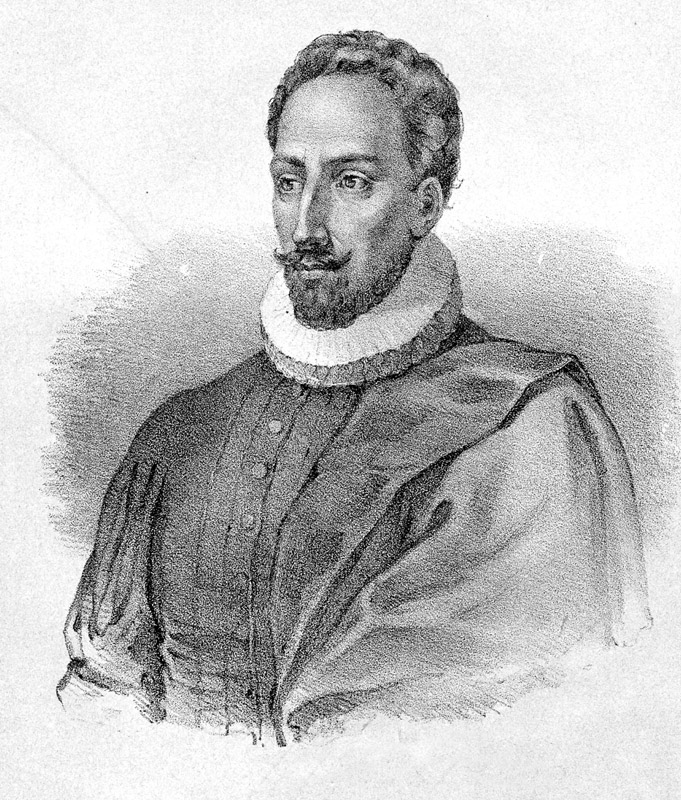
Miguel de Cervantes, naar wie het Cervantesinstituut is genoemd

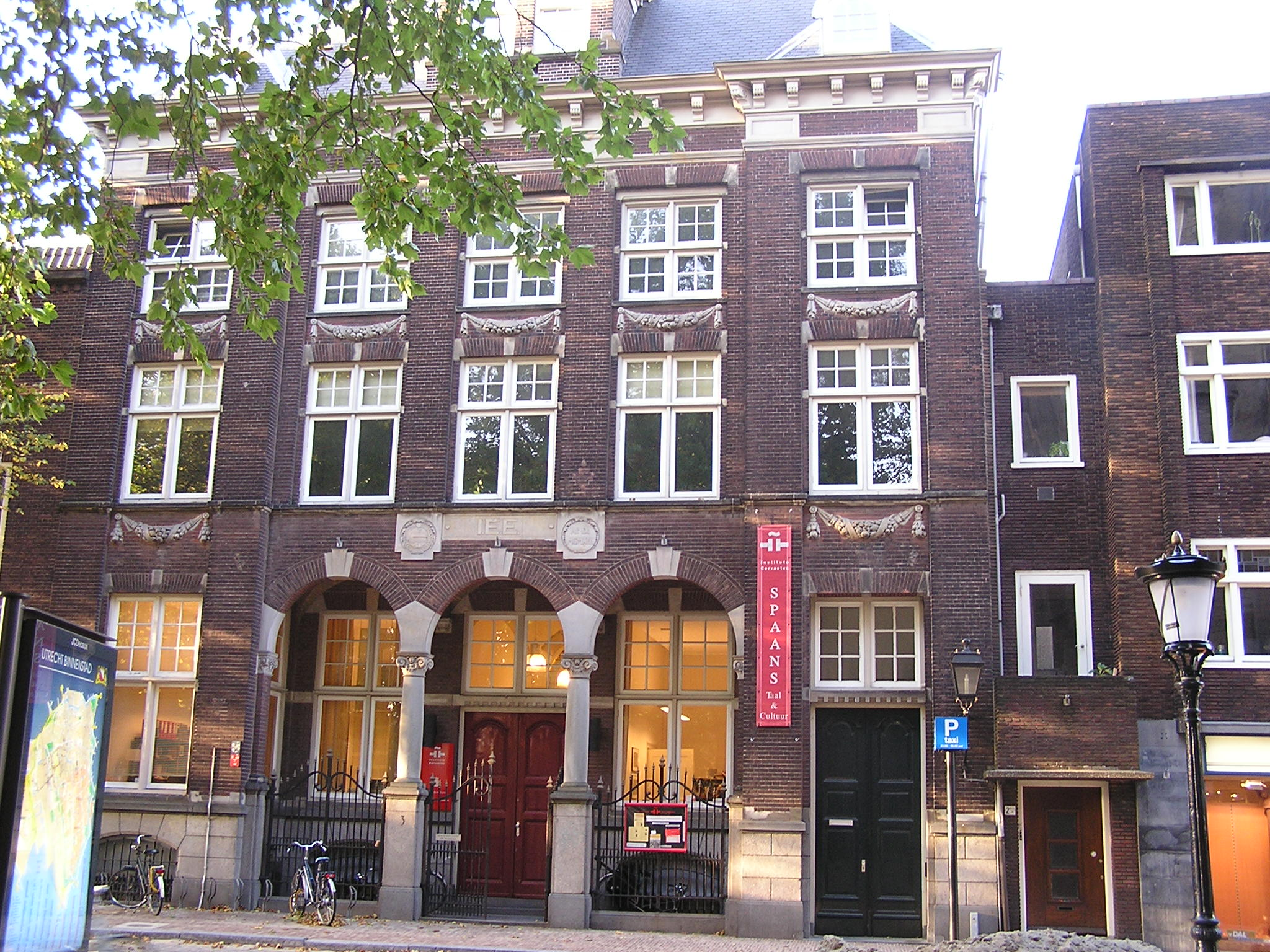
Het Cervantesinstituut in Utrecht

Het Cervantesinstituut (Spaans: Instituto Cervantes) is een Spaanse non-profitorganisatie die wereldwijd opereert met het doel de Spaanse en Spaans-Amerikaanse taal en cultuur te verspreiden.
Het instituut werd in 1991 opgericht, door het Spaanse ministerie van Buitenlandse Zaken, naar het voorbeeld van het Duitse Goethe-Institut en de Franse Alliance française. Het instituut kent twee hoofdkantoren, in Madrid en in Alcalá de Henares.
Het instituut is genoemd naar Miguel de Cervantes Saavedra, een van de belangrijkste roman- en toneelschrijvers uit de Spaanse literatuur, die vooral beroemd werd door zijn boek Don Quichot van La Mancha.

## Doelen en middelen
De doelstellingen van het Cervantesinstituut zijn vastgelegd in artikel 3 van de oprichtingswet van 21 maart 1991:
1. Het promoten van het onderwijs, de studie en het gebruik van de Spaanse taal en het bevorderen van activiteiten en middelen die bijdragen aan de verspreiding van en verbetering van de kwaliteit van deze activiteiten;
2. Bijdragen aan de verspreiding van de cultuur in het buitenland, in samenwerking met andere deskundige organisaties.

Deze doelen wil het instituut bereiken door middel van:
- Het organiseren van cursussen Spaans op verschillende niveaus en voor verschillende doelgroepen;
- Het organiseren van cursussen in andere officiële talen van Spanje;
- Het afnemen van de examens voor het diploma Spaans als Vreemde Taal (het DELE: Diploma de Español como Lengua Extranjera);
- Het bijscholen van docenten Spaans;
- Het organiseren van culturele programma's over Spanje en de Spaanssprekende landen, waarbij wordt samengewerkt met lokale organisaties in de landen waar de instituten zijn gevestigd;
- Het opzetten van bibliotheken en documentatiecentra in de vestigingen.

## De internationale organisatie van het Cervantesinstituut

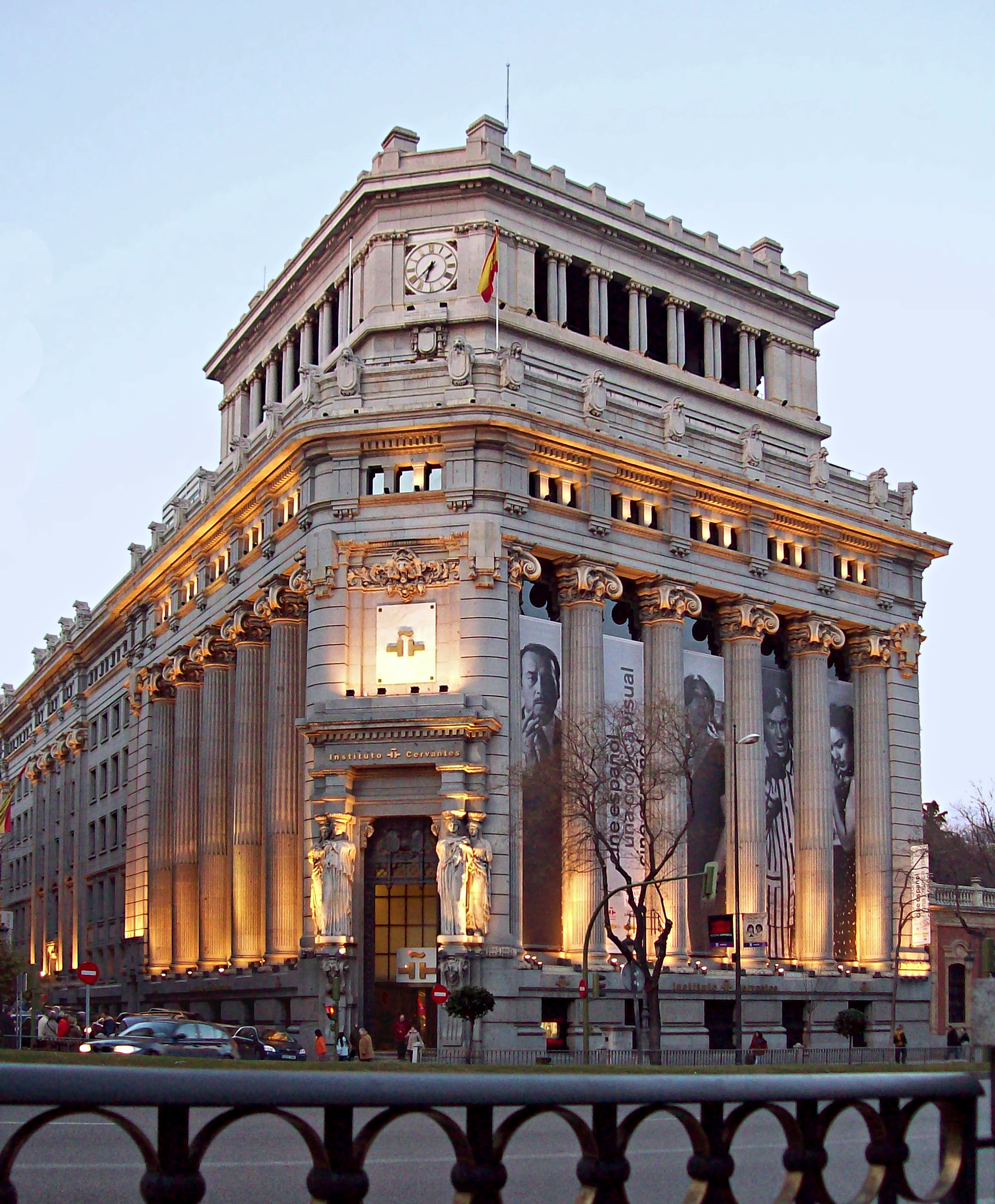
Het Cervantesinstituut in Madrid

De leiding van het Cervantesinstituut ligt bij een groep die bestaat uit:
- de premier van Spanje
- de minister van Buitenlandse Zaken
- de minister van Onderwijs
- de minister van Cultuur en Wetenschappen
- de voorzitter en de vicevoorzitter van de Raad van Bestuur
- de directeur van het Instituut
- vijfentwintig bestuursleden gekozen door diverse Spaanse culturele, taal- en letterkundige instellingen

Deze mensen zetten de algemene beleidslijnen uit.
De Koning van Spanje is erevoorzitter van het instituut en is tevens voorzitter van de adviesraad.
Het instituut heeft 44 vestigingen in 29 landen in verschillende werelddelen.